# Malý Vlhošť
Malý Vlhošť (německy Wilschtberg) je neovulkanický kopec o nadmořské výšce 439 metrů nad mořem, v okrese Česká Lípa. Přírodní rezervace Vlhošť se rozkládá na vrcholech Malého Vlhoště, Vlhoště a na části svahů, náleží do Polomených hor a je v péči AOPK ČR - regionálního pracoviště Správa Chráněné krajinné oblasti Kokořínsko – Máchův kraj.

## Popis
Hora je tvořená znělcem, který pronikl před 31 milióny lety okolním pískovcem. Leží v Dokeské pahorkatině (součást Ralské pahorkatiny), na jihovýchodě od okresního města Česká Lípa, zhruba 1 km východně od osady Hvězda. Území je porostlé lesem, výhled do okolí je jen mírně omezený.

## Přírodní rezervace
Rezervace Vlhošť byla vyhlášena v roce 1998. Týká se vrcholu a svahů Vlhoště i Malého Vlhoště na katastrálním území obcí Heřmánky, Hvězda pod Vlhoštěm a Litice v okrese Česká Lípa. Chráněná oblast má plochu 81,81 ha, je ve výšce 380 – 613,5 m n. m.
Chráněné jsou květnaté bučiny, borové lesy, vřesy a lišejníky. Je zde mj. mnoho druhů měkkýšů a pavouků, žije zde saranče, hnízdí sokol stěhovavý a holub doupňák.

## Přístup na horu
Asi 250 m západně od vrcholku je Vlhošťský důl, v jehož části je silnička spojující osadu Hvězda se vsí Litice. V dole se kříží modrá turisticky značená cesta od Zahrádek a Holan se zelenou z obce Kravaře, vede zde i cyklotrasa 0059. Z modré procházející mezi vrcholy Malého Vlhoště a Vlhoště na vrcholy značené cesty nevedou.